# Myxilla myxilloides
Myxilla myxilloides är en svampdjursart som beskrevs av Claude Lévi 1960. Myxilla myxilloides ingår i släktet Myxilla och familjen Myxillidae.
Artens utbredningsområde är Senegal. Inga underarter finns listade i Catalogue of Life.